# X-アプリ
x-アプリ（エックスアプリ、x-APPLICATION）は、
1. ソニーが開発した体験型アプリケーションシリーズ。x-アプリシリーズを参照。
2. 1.のシリーズアプリで、Windows用メディアプレーヤーソフト。本項で記述。

## 概要
2009年9月16日にソニーから発表され10月7日より提供が開始された、SonicStageに代わる新しいウォークマン用の転送ソフトである（ただし、旧バージョンのSonicStage CPは後述の理由により2013年3月29日まで公開されていた）。
現在のx-アプリは2008年10月にリリースされたSonicStage V（SonicStageシリーズの最終バージョン、この際にUIや対応機器も含めた大幅な変更が行われている）が原型となっており、SonicStage Vのバージョンアップの際に動画・画像・ポッドキャストを扱えるようになった他、12音解析機能の追加、各種アプリケーションの追加、などの大幅な機能向上をしたために新たなソフトウェアとしてリリースされたものである。
音楽転送機能やUIはベースとなったSonicStage Vとほぼ同等であるが、従来は別のアプリケーション（「Image Converter 3」、「Media Manager for WALKMAN」など）を利用していた動画・画像・ポッドキャストの転送機能も装備しているほか、内蔵アプリケーションとの連携機能や、おまかせチャンネルのプレイリスト作成機能を持つのが特徴。なお、インストーラ内部で使用されているスクリプトファイルに「SonicStage V launcher script」と記載されているほか、Windows Installerファイル名が「SonicStage V.msi」のままである、内部バージョンはSonicStage時代から継続してナンバリングされているなどSonicStage Vの名残も見受けられる（ただし、プロセス名は「x-APPLICATION.exe」である）。
既にSonicStage Vがインストールされている場合、自動的にSonicStage Vはアンインストールされx-アプリに更新されるが、SonicStage CP以前のバージョンのSonicStageに対してはSonicStage Vと同じく別ソフトとしてインストールされSonicStage CP（SonicStage 3.4以前のバージョンも含む）との共存が可能となっている（同時起動不可、ライブラリのデータも別という点も同じ）。
転送できるのは前述のウォークマンのほかauのLISMO、メモリースティック対応の携帯電話などがある（詳細は#転送・接続対応機器一覧を参照）。

### SonicStage Vとの違い
SonicStageシリーズの最終バージョンであるSonicStage V 5.2との違いは以下である（2012年11月現在）。
- Windows 7以降のWindows OSへの正式対応
- 2010年以降発売のウォークマンへの正式対応
- これまで「Media Manager for WALKMAN」や「Image Converter 3」などを利用しなければいけなかった動画、画像、ポッドキャストの管理及び転送機能を搭載。
- 12音解析技術に基づくおまかせチャンネルのサポート（自動プレイリスト生成機能と合わせて使うことにより同機能非対応のウォークマンでも利用できる）
- 12音解析技術に基づくノンストップMIX再生のサポート（バージョン3.0以降）
- イコライザー（バージョン3.0以降）
- 歌詞ピタ、ちょい聴きmora（バージョン2.0以降）機能のサポート（対応機種のみ）

※「ちょい聴きmora」サービスは、2013年3月10日をもって終了。
- 各種アプリケーションを搭載。
- ソフトウェア及び接続機器の自動アップデート確認機能。
- ジャケット写真の自動取得機能（x-アプリがリリースされる前の2009年8月11日まではSonicStage V/SonicStage CP/SonicStage(3.3/3.4)で利用可能だった）
- 音楽配信サイトmoraの利用（バージョン4.0以降、2012年10月1日のリニューアル前はx-アプリ(3.0以前)/SonicStage V/SonicStage CP/SonicStage(3.4以前)/CONNECT Playerで利用可能だった）

また、以下の機能はSonicStage Vのリリースの際に省かれたものでSonicStage CP以来の再搭載となる。
- 複数のプレイリストの同時転送。
- 楽曲リリース情報の月日設定。
- MDウォークマン最終機種MZ-RH1のサポート（バージョン2.0以降）

## 概説

### 機能

#### 音楽再生時
DSEE
SonicStage CP以降搭載されている機能で、Digital Sound Enhancement Engineの略。非可逆圧縮により音質が劣化した楽曲ファイルをオリジナル音源に近い音質に自動補正しながら再生するもの。ただしHE-AACには作用しない。
イコライザー（バージョン3.0から追加）
プリセットの20種類のほか自分で作成することも可能。
ノンストップMIX（バージョン3.0から追加）
12音解析機能を利用して同じ曲調の楽曲をノンストップで再生可能にするもの。サビだけのノンストップ再生やクロスフェード再生も可能。
ダイナミックプレイリスト
SonicStage CP以降搭載されている機能で、指定した条件（アーティスト、ジャンル、リリース年、登録時期、テンポなど）を元にプレイリストを自動作成する機能。SonicStage時代より設定可能な項目が追加されている。
おまかせチャンネル
12音解析機能を利用して印象・シチュエーション・時間帯・季節に合わせた楽曲をプレイリスト化する機能。項目などの詳細は当該項目参照。
ビットパーフェクト再生（バージョン6.0から追加）
ASIO/WASAPIを利用して、より高音質に再生できる。

#### ウォークマン転送時
おまかせチャンネルのプレイリスト転送
従来のSonicStage Vでも12音解析機能は搭載されていたものの、おまかせチャンネル自体はウォークマン側に搭載されていたため同機能を利用するためには対応機種（2009年9月時点ではNW-S630F/S730Fシリーズのみ）を利用しなければいけなかった。しかしx-アプリではダイナミックプレイリストの一部としてソフトウェア内におまかせチャンネルが用意されたため各チャンネルをプレイリストとしてウォークマンに転送することが可能となった。そのためx-アプリを利用可能な全機種（プレイリスト利用不可のNWD-Wシリーズ除く）でおまかせチャンネルを使うことが可能となった（そのためか2009年モデルでは同機能が省かれている）。
歌詞ピタ
2009年10月以降発売のウォークマン（ディスプレイ非搭載のNWD-Wシリーズを除く）で利用可能なサービスでシンクパワーが運営するサービス。ウォークマンでの楽曲再生と連動して歌詞が自動でスクロールするようになっており、x-アプリ上で歌詞データを購入して楽曲と同時に転送することで利用可能となる（該当楽曲の歌詞データが販売されていない場合や語学学習向けにデータを自作して転送することも可能）。なお、利用にはx-アプリと連動して動作する専用アプリケーションのダウンロードが必要である。
ちょい聴きmora（バージョン2.0から3.xまで）
NW-A850/A860/S750/S760/E050/E060シリーズのウォークマンで利用可能なサービスで音楽配信サイトmoraが提供する試聴曲パック（ジャンル別や上位10曲などに分かれている）をウォークマンに転送し、x-アプリと接続した際にパックの更新があれば新しい曲のパックと自動で入れ替えるサービス。試聴は各楽曲最大3回まででウォークマン上から購入予約も可能。購入予約した楽曲は次回x-アプリと接続した際に自動的にmoraの買い物かごに入るようになっている。なお、2012年9月発表のNW-F800/S770シリーズでは同機能の搭載を見送られたほか、当初対応機種の一つだったNW-Z1000シリーズは2012年のAndroid 4.0へのアップデートにより同機能が削除された。。サービスも2013年3月10日で終了した。
動画ファイル転送時のファイル変換
取り込んだ動画ファイル（mp4/WMV/MPEG2等）を転送時にウォークマンで再生可能なAVC Baselineプロファイルに自動で変換するもの。初期は標準画質（768kbps）と低画質（256kbps）の2種類が用意されていたが、バージョンアップで最高画質（2000kbps）と高画質（1000kbps）が追加された。
ダイレクトエンコーディングで録音されたファイルのデータ取得
ダイレクトエンコーディングケーブルを使いCDプレーヤーなどから録音された楽曲をウォークマンからx-アプリに逆転送した後、オンラインのCDDB（Gracenote）を使い自動でタイトルを取得することが可能となる。MZ-RH1を使うことによりMDに録音されたファイルも同様の手順でタイトル取得することができる。

### 対応フォーマット
最新版のx-アプリ（6.0）は以下のフォーマットのオーディオファイルに対応している。
| コンテナフォーマット(*.拡張子)        | コーデック                                           | エンコード可能なビットレート (kbps)                                 | 備考                  |
| ------------------------------------- | ---------------------------------------------------- | ------------------------------------------------------------------- | --------------------- |
| OpenMG Audio（*.oma） ATRAC3（*.aa3） | ATRAC3                                               | 132                                                                 |                       |
| OpenMG Audio（*.oma） ATRAC3（*.aa3） | ATRAC3plus                                           | 352/320/256/192/160/128/96/64/48                                    |                       |
| OpenMG Audio（*.oma） ATRAC3（*.aa3） | ATRAC Advanced Lossless                              | （ロスレス圧縮） 高速転送部: ATRAC3: 132 ATRAC3plus: 352/256/128/64 | バージョン1.1から対応 |
| RIFF（*.wav）                         | リニアPCM                                            | 1411（非圧縮）                                                      | バージョン1.1から対応 |
| RIFF（*.wav,*.mp3）                   | MP3                                                  | 320/256/224/192/160/128/112/96                                      |                       |
| MP3（*.mp3）                          | MP3                                                  | 320/256/224/192/160/128/112/96                                      |                       |
| MP4（*.3gp,*.mp4,*.m4a）              | AAC LC                                               | 320/256/192/160/128/96/80                                           |                       |
| MP4（*.3gp,*.mp4,*.m4a）              | HE-AAC                                               | 96/80/64/48/40/32                                                   |                       |
| Advanced Systems Format（*.wma）      | Windows Media Audio （Windows Media Playerに準じる） | 192/160/128/96/64/48                                                |                       |
| ビデオクリップ（*.kdr）               |                                                      |                                                                     |                       |
| FLAC（*.flac）                        | FLAC                                                 |                                                                     | バージョン6.0から対応 |
| DSD (*.dff,*.dsf)                     |                                                      |                                                                     | バージョン6.0から対応 |

太字のフォーマットおよびコーデックは、CDからの取り込み時にx-アプリでエンコード可能である。
なお、対応するDRM方式はSonicStageと同様にOpenMGのみであるため、Windows Media Rights ManagerやFairPlayなどOpenMG以外の方式によって暗号化がかけられたファイルは（Windows Media PlayerやiTunesで一旦CD-Rに焼かない限り）取り込みが不可能である。OpenMG形式（拡張子：.omg）のファイルは取り込めない為、SonicStageにて変換しておく必要がある。

### 対応OS
対応OSは以下のバージョンのWindowsとなっている。なお、Windows 2000以前のバージョンでは未サポートであるほか、SonicStage同様Microsoft Windows以外のOSで利用できるバージョンは用意されていない（ウォークマン自体は2009年以降発売の機種からドラッグ・アンド・ドロップ転送（Windows Explorer・iTunesライブラリ等から）にも対応しているため他のOSでも利用可能）。
- Windows 10（32ビット/64ビット） - バージョン6.0.02から
- Windows 8.1（32ビット/64ビット） - バージョン5.1から
- Windows 8（32ビット/64ビット） - バージョン5.0から
- Windows 7（32ビット/64ビット）
- Windows Vista（32ビット/64ビット）
- Windows XP（32ビットのみ） - バージョン5.1まで

自作PC、プリインストール時のOSからアップグレード（VAIOの正規アップグレードプログラムを除く）やマルチブートを構築したPC、仮想OS環境などはインストールは可能でも保証対象外となる。日本語版以外のWindowsも保証対象外であり、インストーラにOSの言語チェック機能がありインストールを制限している。

### 導入方法
最新版が公式ウェブサイトで公開されているほか、出荷状態のウォークマンのフラッシュメモリ領域にインストーラが収録されており、インターネットに接続できない環境でもインストールが可能（インターネット環境がある場合はこのインストーラを使っても最新版がダウンロードされる）。ただしウォークマンを初期化したり、インストーラを手動で削除した場合は元に戻せないためダウンロードが必要になる。
先代に当たるSonicStageは当初インターネット上で無償公開されていなかった（2004年末のバージョン2.3以降無償公開）が、x-アプリは当初より無償公開されており、対応機器ユーザー以外でもダウンロードできるようになっている。ただし、新しいバージョンが公開されると同時に旧バージョンは削除されるため、インターネット経由で最新バージョン以外を入手することは（正規の方法では）不可能である。

### 2013年以降からMedia Goと統合まで
2013年秋〜冬に発売されるウォークマンに添付される標準の転送ソフトウェアはMedia Goに一本化された。一部機種ではハイレゾ音源（CDを超える音質のフォーマット）、FLAC、Apple Losslessに新たに対応するが、x-アプリ 5.1まではそれらに対応していなかったのが理由と考えられる。既にx-アプリをインストールした環境では2013年モデルに転送することも可能としている（x-アプリが対応するファイル形式に限る）。
またmoraでも2013年10月よりFLAC形式によるハイレゾ音源の配信が開始された。当初はMedia Goのみで扱っていたが、x-アプリもVer.6.0でハイレゾ音源に対応したどころか、更にASIO/WASAPIによるビットパーフェクト再生にも対応した（Media GoではVer.2.8でASIOによるビットパーフェクト再生に対応）。
x-アプリとMedia Go（Ver.2.5以降）が共にインストールされている場合はx-アプリからMedia Goにライブラリが移行できるようになっており、Media Goがx-アプリを認識すると自動でライブラリが取り込まれる（暗号化ファイルについては後述）。
Media Goは、PSPやXperiaといった幅広い機器に対応している。一方のx-アプリは、ウォークマンに特化しており、音楽CDの作成や前述の機能が利用できる。これらはお互いに棲み分けを図っており、併用も可能だが注意点が存在する。
2016年にはx-アプリ非対応のWALKMANが登場し、Media Goへ一本化された。
2017年にMedia Goと統合し新しい音楽ソフトウェア「Music Center for PC」をリリース。それに併せてx-アプリの配布終了も発表された。なお、配布終了は2017年末と発表されていたが、2018年初頭までダウンロード可能だった。

## 各バージョンの詳細

### x-アプリ 1.x
バージョン1.0(内部バージョン6.0)
2009年10月7日にリリース。その外観、音楽の管理・転送機能はSonicStage V 5.2を継承したものであり、対応するウォークマンもSonicStage Vで対応していた機種に加え2009年秋モデル（NW-A840/S740/S640シリーズ）が新たに対応となった程度となっている。一方でSonicStage Vから追加された機能は多く、音楽機能に関してはソニーの12音解析技術に基づくおまかせチャンネルへの対応（プレイリストの転送により同機能が非搭載のウォークマンでもおまかせチャンネルが利用できる）、歌詞ピタ（歌詞データを有料販売するサービス）への対応、その他タグ情報やダイナミックプレイリストへ設定可能な項目の追加となっており、音楽以外の機能については写真、動画およびポッドキャストの管理・転送機能、上記に挙げたx-Pict Storyやx-ScrapBook、x-Chronologyの搭載（x-アプリに登録したデータを各アプリに利用可能）、およびWindows 7（32bit、64bit）への対応がSonicStage Vからの更新・追加内容となる。またSonicStage Vで削除された楽曲リリース情報の月日設定及び複数のプレイリストの同時転送機能が復活したほか、WAV形式およびATRAC Advanced Lossless形式への変換機能が削除された。
バージョン1.1(内部バージョン6.1)
2010年5月19日にリリース。NWD-W253への対応のほか、バージョン1.0で削除されたWAV形式およびATRAC Advanced Lossless形式への変換機能復活した。ウォークマン「NWD-W253」に付属。

### x-アプリ 2.x
バージョン2.0(内部バージョン7.0)
2010年10月6日にリリース。ちょい聴きmoraやLife-Xとの連携などの新機能が盛り込まれたほか、動作の安定性も向上された。また、対応機種に2010年秋モデル（NW-A850/S750/E050シリーズ）とHi-MD対応のMDウォークマンMZ-RH1が加えられた。ウォークマン「NW-A850」「NW-S750」「NW-E050」シリーズ及び「NWD-W263」「NW-A860」「NW-S760」シリーズに付属。
バージョン2.0.01(内部バージョン7.0.01)
2010年10月8日頃にリリース。公式発表はされずにバージョンアップが実施された。動作の安定性を向上した。

### x-アプリ 3.x
バージョン3.0(内部バージョン8.0)
2011年10月5日にリリース。2011年秋モデルのNW-A860/S760シリーズに正式対応したほか、ウォークマン本体の色に合わせ画面の色を変える機能（2011年秋モデル以降で対応）を搭載。また、イコライザー、曲調を選んでノンストップで楽曲再生が可能な「ノンストップMIX」、アーティストに関連するニュースを見られるアプリケーション「x-Fresh Time」及び各アプリケーションの使い方を案内する「お楽しみガイド」が追加された。同時に2011年5月にサービスを終了したPLAYLOGへのアクセスボタンが廃止されたほか、かつて同社が販売していたメモリースティックリーダー/ライター2機種（MSAC-EX1/MSAC-US40）の正式サポートが打ち切られるなどこれまでで最も大きな変更が実施された（UIの一部変更は初）。以前までは、ウォークマンからパソコンにコピーできる音楽ファイルはATRACのみであったが、それ以外の形式のファイルもコピーできるようになった。なお、本バージョンから標準状態でのCD取り込み時のファイル形式がATRAC3 132kbpsからAAC 128kbpsに変更された。
バージョン3.0.01(内部バージョン8.0.01)
2011年10月18日頃にリリース。公式発表はされずにバージョンアップが実施された。動作の安定性を向上した。
バージョン3.0.02(内部バージョン8.0.02)
2011年12月6日にリリース。NW-Z1000シリーズに対応したほか、ウォークマンの接続処理の高速化や動作安定性の向上が実施された。ウォークマン「NW-Z1000」シリーズに付属。
バージョン3.0.03(内部バージョン8.0.03)
2012年2月29日にリリース。NW-E060シリーズに対応したほか、動作安定性を向上した。ウォークマン「NW-E060」シリーズに付属。

### x-アプリ 4.x
バージョン4.0(内部バージョン8.1)
2012年10月1日にリリース。バージョン4.0ではあるが内部バージョンが示す通り3.x系の小変更版でありUIの変更や大きな新機能の追加はない。2012年秋モデルのNW-F800/S770シリーズに対応したほか、CD取り込み画面の操作性向上、一部操作時の利便性向上、動作安定性の向上が実施された。また、同日にDRMフリー化、配信フォーマットのATRAC3 132kbps→AAC-LC 320kbps化、各端末向けのサービス統合などを行い全面的にリニューアルしたmoraに対応（AAC化に伴い一般WebブラウザやAndroid搭載ウォークマンからの利用が可能となった半面、同日以降は3.x系以前のx-アプリ/SonicStage/CONNECT Player等全ての旧バージョンのソフトウェアからのmoraの利用が不可となった。）。なお、本バージョンが公開される前より、Windows 8発売直後にバージョン5.0がリリースされることが決まっていたため、本バージョンは2012年モデル（「NW-F800」「NW-S770」シリーズ）に付属するほかは、わずか29日間というごく短い期間の公開となった。

### x-アプリ 5.x
バージョン5.0(内部バージョン9.0)
Windows 8発売後の2012年10月30日にリリースされた。同OSへの正式対応のほか、moraミュージックビデオやAndroidのmoraアプリで購入したmoraコンテンツの取り込みにも対応した。依然として3.x系のマイナーバージョンアップである。なお4.0・5.0ともFLACには非対応で、ウォークマンF・Z（要アップデート）へFLACを転送するにはMedia Goやドラッグ・アンド・ドロップ転送を使う必要がある。
バージョン5.0.01(内部バージョン9.0.01)
2012年11月20日にリリース。動作安定性の向上やいくつかの不具合の修正が為された。
バージョン5.1(内部バージョン9.2)
2013年10月10日にリリース。対応OSにWindows 8.1を、対応機器に2013年秋冬モデルのウォークマン(NW-ZX1/F880シリーズ/S780シリーズ/E080シリーズ/M505/WH303/W274S)を追加した（ただし収録されているインストーラは全機種Media Goのもの）。その他には動作安定性の向上や不具合の修正が行われている。

### x-アプリ 6.x
バージョン6.0(内部バージョン10.0)
2014年4月21日にリリース。FLAC、DSDファイルの取り込みに対応（エンコードは非対応）、それらのファイルやハイレゾ音源を無変換で転送する機能が追加された。これによってmoraでハイレゾ音源をダウンロードすることが可能となった。対応機器にNW-A10シリーズ/S10シリーズ/WS615を追加した。他の追加機能として、ASIO/WASAPIによるビットパーフェクト再生への対応や画面表示色の設定機能といったものがある。その他には動作安定性の向上や不具合の修正が行われている。なお、サポートが終了したWindows XPが対応OSから外れた。
バージョン6.0.01(内部バージョン10.0.01)
2015年2月9日にリリース。対応機器にNW-ZX2を追加した。利便性および動作安定性の向上が為された。
バージョン6.0.02(内部バージョン10.0.02)
2015年10月5日にリリース。対応OSにWindows 10を、対応機器にNW-ZX100/A20/WS410シリーズを追加した。利便性および動作安定性の向上が為された。
バージョン6.0.03(内部バージョン10.0.03)
2016年3月29日にリリース。広告が削除された。音楽CDの作成時にCD-TEXTが書き込まれなくなった。利便性の改善、及び動作安定性とセキュリティの向上が為された。
バージョン6.0.04(内部バージョン10.0.04)
2016年9月6日にリリース。利便性の改善、及び信頼性と動作安定性の向上が為された。これがx-アプリの最終バージョンとなり、2018年初頭に配布を終了した。

## 転送・接続対応機器一覧
ベースとなったSonicStage V同様、ウォークマンについては2006年以降発売の機器のみが転送に正式に対応しているため、2005年以前に発売された機器向けに2013年3月29日まではSonicStage CP(Ver 4.4)のダウンロードが継続して提供された。また、以下の対応機器のうち、Windows 8に正式対応しているのは2009年10月以降発売のウォークマンのみとなっている。
- （メモリータイプ）ウォークマン
  - NW-ZX1☆ / ZX2☆ / ZX100☆
  - NW-Z1000 シリーズ
  - NW-X1000 シリーズ
  - NW-F800 / F880☆ シリーズ
  - NW-A10☆ / A20☆ / A800 / A820 / A840 / A850 / A860 / A910 シリーズ
  - NW-S10☆ / S200F / S600 / S610F / S630F / S640 / S700F / S710F / S730F / S740 / S750 / S760 / S770 / S780☆ シリーズ
  - NW-M505☆
  - NW-E000 / E010 / E020F / E040 / E050 / E060 / E080☆ シリーズ
  - NW-WH303☆
  - NW-W270S☆ / WS410☆ / WS615☆ シリーズ
  - NWD-W202 / W253 / W263 / W273
    - Mシリーズ、WシリーズはDRM付きファイルの転送には非対応。
    - ☆の機種はx-アプリではなくMedia Goを添付している。
    - 太字の機種はドラッグ・アンド・ドロップに対応しており、Windows Media PlayerやMedia Goでも転送可能。
      - x-アプリを用いるよりもそれらの手段で行ったほうが若干音質良く5曲前後入れられる量が増えてなおかつスムーズに転送できる可能性がある。
      - x-アプリでも6.0以降はハイレゾ音源対応のウォークマンの場合は「そのまま転送」を使えば変換されずに転送される。
      - 2012年9月以前にmoraで購入した楽曲の転送は（x-アプリでCD-Rに焼かない限り）引き続きx-アプリが必要となる。

- Hi-MDウォークマン
  - MZ-RH1（バージョン2.0以降で対応）

- Rolly
  - SEP-10BT/50BT

- mylo
  - COM-1/COM-2

- メモリースティックUSBリーダー/ライター
  - MUSC-US40/EX1（バージョン3.0以降は正式サポート対象外）

- 携帯電話（au（KDDI・沖縄セルラー電話連合）向け）
  - ソニー・エリクソン製　W31S/W42S（ウォークマンケータイ）/W43S/W44S/W51S/W52S（ウォークマンケータイ）
    - 上記以外にもKCP+採用機種およびLISMO Playerを使用するauのAndroidスマートフォンはx-アプリ for LISMOの対応機器。これらは端末内の着うたフルをx-アプリに吸い出す機能にも対応する。

- 携帯電話（NTTドコモ向け）
  - ソニー・エリクソン製　SO703i/SO704i/SO903i/SO903iTV/SO905i/SO905iCS（Cyber-shotケータイ）/SO705i
    - SO903i及びSO905i以外はATRAC非対応で、AACの転送をサポート。

- ハイレゾ・オーディオ製品（Ver. 6.0以降）
  - PHA-2（USB DAC・ヘッドホンアンプ)
  - UDA-1 (USB DAC・アンプ)

## 派生ソフトウェア

### x-アプリ for LISMO
x-アプリ for LISMOは日本の携帯電話キャリアであるau（KDDI/沖縄セルラー電話）とのコラボレーション「au×Sony "MUSIC PROJECT"」により開発された特殊バージョン。KDDIの「LISMO」サービス向けソフトウェア群「LISMO Port」に含まれるコンポーネントとして無償提供されている。

2013年5月24日、スマートフォンの普及により同サービスの利用者数が減少しているなどの理由によりKDDIはLISMO Portのダウンロード提供を同年11月29日を以て同サービスを終了すると発表。x-アプリ for LISMOも開発終了となる。ただし、現在既にLISMO PortをWindowsがインストールされたパソコン（XP(SP2以降)・Vista・7・8(ただし8.1以降は除く)）にインストールして利用しているユーザーは同サービスの終了後も音楽ファイル、およびアドレス等の各種データバックアップ用の管理用ツールとして引き続き利用することができる。

## その他のウォークマン用転送ソフトウェア
ドラッグ・アンド・ドロップに対応したウォークマンの登場後、ドラッグ・アンド・ドロップ管理支援ソフトが開発された。また、2012年頃からMedia Goへの対応も行われるようになった。
Content Transfer （Windows版）
2009年後期〜2013年前期に発売された非Androidウォークマンが正式対応している。
Content Transfer for Mac
2013年後期以降に発売されたウォークマンが正式対応している。
Media Go
Z1000シリーズ及び2012年秋～2017年春に発売されたウォークマンが正式対応している。
Music Center for PC
2012年秋以降のウォークマンが正式対応している。

## x-アプリシリーズ
主に取り込んだコンテンツの加工や演出が行なえる、ユーザー体験型アプリケーション群の総称である。特定のプラットフォームやハードウェアに限定したものではなく、Windows用アプリケーションからレコーダーの内蔵ソフトまで多岐にわたる。ウォークマン転送用ソフトとしての「x-アプリ」も、このx-アプリシリーズの1つとされている。

### スマートフォン・WEBアプリ
x-FLOORSCOPY / x-COROCORO INFO
ソニービルの中を一望するAndroid用アプリである。両アプリが連携して動作するようになっている。2012年10月現在、ベータ版として提供されている。
x-JIKEN（エックスジケン）
一つのテーマについて画像を投稿し共有できるアプリケーション。iOS用、Android版、PCのWebブラウザ版がある。写真を投稿するにはFacebookもしくはTwitterのアカウントが必要。2012年4月にβ版として公開。

### PCアプリ
x-Scrap Book Ver.2.0（エックススクラップブック）
デジタルスチルカメラで撮影した写真から、手作り感覚のアルバムを自動作成するアプリケーション。スゴ録やブルーレイディスクレコーダーなどに搭載されていたアプリのWindows PC版である。2012年10月現在もベータ版サービスとされているが、同等の機能がウォークマン用x-アプリにも搭載されており、作成したビデオクリップは動画対応のウォークマンに転送することも可能。
x-Scrap Book online beta（エックススクラップブック）
x-Scrap Bookのオンライン版である。WEBブラウザ上で動作するため、インストールは不要となっている。
x-Time Line（エックスタイムライン） / x-Chronology（エックスクロノロジー）
デジタルスチルカメラなどで撮影した画像を時系列にそって整理し、時間軸フィールド上に表示させるWindows用アプリケーション。いわゆるフォトビューアーである。2007年5月に「x-Time Line」として公開し、2008年9月に後継として「x-Chronology」がリリースされた。x-Chronologyは「Picasaウェブアルバム」および「YouTube」に対応している。
x-Radar（エックスレーダー）
無線LANやGPSから位置情報を取得し、無料SNS「PetaMap」の登録情報と連動して半径3km以内にあるさまざまなスポット情報をサーチし、レーダー画像による方角ナビで目的地まで到達できるアプリケーション。当初はWindows用のみだったが、2009年11月から携帯電話向けの「x-Radar Mobile」（2012年3月29日終了）、2010年1月からPSP向けの「x-Radar Portable」、2011年3月からXperia向けの「x-Radar＜Xperia™特別版＞」（2012年7月12日に対応機種をAndroidスマートフォン全般に拡大し、「x-Radar Powered by PetaMap」に名称変更）も提供されている。
x-アプリ×WALKMAN
ウォークマンへ音楽や動画、静止画を転送するソフトである。詳細は本項の概要を参照。
以下のアプリケーションを搭載している。
x-Chronology（エックスクロノロジー）
x-Pict Story（エックスピクトストーリー）
x-Scrap Book（エックススクラップブック）
作成したファイルは動画対応のウォークマンに転送することも可能。
x-Radar（エックスレーダー）
Windows XPでは非対応となっている。
x-Fresh Time（エックスフレッシュタイム）（バージョン3.0から）
設定したキーワードに対応した情報をweb上から自動取得するアプリケーション。x-アプリの内部データと連動しており、再生中及びライブラリデータに含まれる楽曲のアーティストに関する情報を収集して表示することも可能である。

### ブラビア用TVアプリ
x-Message Board（エックスメッセージボード）
ケータイからブラビア(BRAVIA)へメッセージを送信し、ブラビアをメッセージボードのように利用できる、アプリキャスト用アプリケーション。2009年8月27日から半年間の限定サービスであった。
x-Tuning（エックスチューニング）
ネットワーク経由でテレビの画質を調整することができるアプリキャスト用アプリケーション。2009年8月にβ版として公開されたが、x-Message Boardと同様、半年間限定の試験的なサービスであった。

### その他アプリ
x-おまかせ・まる録
録画操作や視聴状況、DVD/BDメディアへのダビング状況などをもとにユーザーの好みを自動分析して学習し、好みに合った番組を優先的に自動録画したり提案するアプリケーション。対応するソニーのHDDレコーダーやブルーレイディスクレコーダー、HDD内蔵ブラビアの一部（EX30R・HX80R）に一機能として搭載されている。2002年に「コクーン」に搭載された「おまかせ・まる録」機能が元になっている。
x-DJ（エックスディージェイ）
ユーザーが選んだ気分やシチュエーションに合わせた音楽をノンストップで再生するアプリケーション。HDD/DVDレコーダー「PSX」に搭載されていた。
x-Pict Story（エックスピクトストーリー）
デジタルカメラなどの写真に音楽とエフェクト（映像処理）を組み合わせて、ビデオクリップを自動生成するアプリケーション。スゴ録やブルーレイディスクレコーダーの一部機種に搭載されているほか、パソコン版としてWindows用アプリケーション「x-Pict Story - First Step -」が期間限定で無償公開されていた（現在は終了）。
x-Scrap Book（エックススクラップブック）
デジタルスチルカメラで撮影した写真から、手作り感覚のアルバムを自動作成するアプリケーション。当初はスゴ録やブルーレイディスクレコーダーなどに一機能として搭載されていたが、現在はWindows用の「x-Scrap Book Ver.2.0」も公開されている。HD映像に対応したバージョンとして「x-Scrap Book HD」がある。本アプリを活用して「<ブラビア>ポストカード」サービスも行われていた。